# Kreuztal
Kreuztal är en stad i Kreis Siegen-Wittgenstein i Regierungsbezirk Arnsberg i förbundslandet Nordrhein-Westfalen i Tyskland.